# Bilari
Bilari là một thành phố và là nơi đặt ban đô thị (municipal board) của quận Moradabad thuộc bang Uttar Pradesh, Ấn Độ.

## Địa lý
Bilari có vị trí 28°38′B 78°48′Đ / 28,63°B 78,8°Đ Nó có độ cao trung bình là 185 mét (606 foot).

## Nhân khẩu
Theo điều tra dân số năm 2001 của Ấn Độ, Bilari có dân số 30.246 người. Phái nam chiếm 53% tổng số dân và phái nữ chiếm 47%. Bilari có tỷ lệ 45% biết đọc biết viết, thấp hơn tỷ lệ trung bình toàn quốc là 59,5%: tỷ lệ cho phái nam là 51%, và tỷ lệ cho phái nữ là 38%. Tại Bilari, 17% dân số nhỏ hơn 6 tuổi.